# 57P/du Toit-Neujmin-Delporte
57P/du Toit-Neujmin-Delporte, komet Jupiterove obitelji. Ima mnogo suotkrivatelja i složenu povijest otkrića zbog slabih i kasnećih komunikacija tijekom Drugoga svjetskog rata. Među imenima otkrivatelja moglo se naći i ime njemačkog astronoma Paula Oswalda Ahnerta, ali je "prekasno se stigao javiti" da bi mu se priznao prinos otkriću.
2002. godine otkriveno je da je puknuo na najmanje 19 komadića.